# Saint-Didier-en-Donjon
Saint-Didier-en-Donjon är en kommun i departementet Allier i regionen Auvergne-Rhône-Alpes i de centrala delarna av Frankrike. Kommunen ligger  i kantonen Le Donjon som ligger i arrondissementet Vichy. År 2022 hade Saint-Didier-en-Donjon 245 invånare.

## Befolkningsutveckling
Antalet invånare i kommunen Saint-Didier-en-Donjon
Referens: INSEE